# زیردریایی مورمانسک (کی-۲۰۶)
زیردریایی مورمانسک (کی-۲۰۶) (به انگلیسی: Russian submarine Murmansk (K-206)) یک زیردریایی بود که طول آن ۱۴۳ متر (۴۶۹ فوت ۲ اینچ) بود. این زیردریایی  در سال ۱۹۸۲ ساخته شد.